# دنیس بوگدان
دنیس بوگدان (روسی: Денис Валерьевич Богдан؛ IPA: [dʲɪˈnʲiz ˈboɡdən]؛ زادهٔ ۱۳ اکتبر ۱۹۹۶)  بازیکن والیبال اهل روسیه است.
وی در مسابقات کشوری و بین‌المللی در مجموع برندهٔ ۱ مدال نقره شده‌است.